# Brookport
Brookport – miasto w Stanach Zjednoczonych, w stanie Illinois, w hrabstwie Massac.